# Heinz-Günter Scheil
Heinz-Günter Scheil (* 9. November 1962 in Braunschweig) ist ein ehemaliger deutscher Fußballspieler und heutiger -trainer.

## Karriere

### Spielerkarriere
Seine Karriere begann Scheil als Siebenjähriger in der Jugend des TSV Vordorf, wo er bis 1978 blieb. 1978 ging er zu Eintracht Braunschweig. In den frühen 1980er Jahren spielte er bei der Amateurmannschaft der Braunschweiger. 1984 stand er erstmals im Profikader der Eintracht, und in der Abstiegssaison 1984/85 kam Scheil am 3. Spieltag bei der 0:1-Niederlage gegen Waldhof Mannheim zum Einsatz.
In seiner zweiten Saison spielte er 18-mal, und in der Saison 1986/87 wurde er Stammspieler; Heinz-Günter Scheil absolvierte 37 Partien, ihm unterlief allerdings ein Eigentor bei der 1:3-Niederlage gegen den VfL Osnabrück (12. Spieltag). Nach dem Abstieg absolvierte er in der Saison 1987/88 39 Spiele und schoss vier Tore. Sein erstes Profitor für die Blau-Gelben schoss Scheil in der darauf folgenden Spielzeit, als er beim 2:0-Sieg gegen Hertha BSC den Endstand erzielte.
Am Ende seiner Karriere spielte Heinz-Günter Scheil einmal in der Bundesliga, 189-mal in der 2. Bundesliga und 39-mal in der Oberliga. Scheil stieg einmal aus der Bundesliga ab (1984/85), zweimal aus der 2. Liga (1986/87, 1992/93) und stieg einmal in der 2. Liga auf (1987/88).

### Trainerkarriere
Nachdem Jan Olsson am 24. September 1995 entlassen wurde, übernahm Scheil den Verein interimsmäßig einen Tag darauf. Bis zum 23. Oktober blieb er Trainer, dann übernahm Benno Möhlmann, und er wurde daraufhin Co-Trainer unter ihm. 1997 verließ er den Verein Richtung Goslarer SC 08, wo Scheil bis 2000 blieb. Danach ging er zur Saison 2001/2002 zum MTV Gifhorn. 2003 kehrte Heinz-Günter Scheil zum Goslarer SC zurück. In der Saison 2004/05 übernahm er den Trainerposten des BSV Ölper 2000.
2007 kehrte er zur Eintracht zurück, nachdem Benno Möhlmann wieder Trainer wurde. Laut eigenen Angaben kam die Anfrage „völlig unverhofft“, aber er habe „sofort Ja gesagt“. Jedoch traten beide am 12. Mai 2008 nach dem Auswärtsspiel gegen Rot-Weiß Oberhausen zurück. 2009 ging Scheil zum SSV Kästorf 1922. Am 17. November 2013 gab er nach der 2:3-Niederlage im Meisterschaftsspiel der Fußball-Landesliga Niedersachsen gegen den MTV Wolfenbüttel seinen Rücktritt bekannt.
Von November 2014 bis Sommer 2023 trainierte er seinen Heimatverein TSV Vordorf, mit dem er 2016 in die Kreisliga und 2017 in die Bezirksliga aufstieg. Seit 2023 trainierte er erneut den SSV Kästorf 1922 in der Landesliga Braunschweig.

## Erfolge
Eintracht Braunschweig
- Aufstieg in die 2. Bundesliga: 1988

## Privates
Der gelernte Kfz-Mechaniker ist der Vater von Dominik Scheil, der ebenfalls in Braunschweig spielte und unter ihm beim TSV Vordorf spielt.